# Ронски ледник
Ронски ледник (на немски Rhonegletscher, на френски glacier du Rhône) се нарича ледникът, от който започва голямата река Рона. Той се намира в Алпите и по-точно - в Урийските Алпи, под връх Дамащок. Това е територията на Швейцария, източния край на кантон Вале (границите му са специално прокарани така, че целият ледник да остане в него). Площ - 17,4 кв. км (данни от 1976 г.), дължина 7,8 км. Формира се на височина над 3600 м, на 2900 м вече е формиран, а краят му (ледниковата яка) е на 2140 м. Страничният ледник Трифт се „влива“ в него и му придава още по-голяма мощност. От двете му страни са проходите Гримзел и Фурка, през които минават пътища и важни комуникации.
Ронският ледник, както всички в Алпите, е повлиян от глобалното затопляне и се отдръпва всяка година. По време на т. нар. Малък ледников период (през ХVІІІ - ХІХ в.) е отчетена най-голямата дължина - около 10 км. Тогава той е достигал до 1800 м, в непосредствена близост до хотела, построен в подножието му по това време. Максималното разширение (челната морена от натрупани в извита линия скали, пръст и други отложения) е достигнато през 1856 г. и може да се види и днес. Оттогава ледникът неперкъснато отстъпва и вероятно ще изчезне напълно до края на ХХІ в.